# Grundlsee
Grundlsee é um município da Áustria, situado no distrito de Liezen, no estado da Estíria. Tem 151,54 km² de área e sua população em 2019 foi estimada em 1.190 habitantes.